# Schmerzempfinden von Tieren

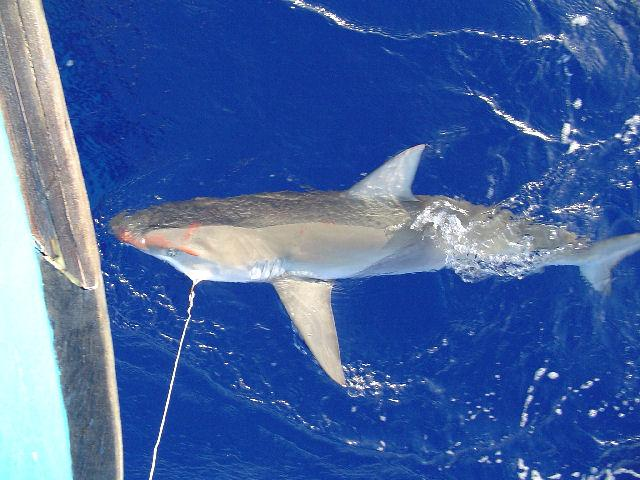
Ein Galapagoshai wird mit einer Langleine fixiert.

Als Schmerzempfinden von Tieren kann in Anlehnung an Manfred Zimmermann ein aversives Sinneserlebnis bezeichnet werden,

„das durch tatsächliche oder drohende Verletzung ausgelöst wird, motorische und vegetative Schutzreaktionen hervorruft, zu erlernter Vermeidung führt und möglicherweise artspezifisches Verhalten ändert, einschließlich das Sozialverhalten.“

Diese Definition folgt jener für das Empfinden von Schmerz bei Menschen, was von der Internationalen Gesellschaft zur Erforschung des Schmerzes (IASP) beschrieben wird als „ein unangenehmes Sinnes- und Gefühlserlebnis, das mit einer tatsächlichen oder drohenden Gewebeschädigung verknüpft ist, oder mit Begriffen einer solchen Schädigung beschrieben wird.“ Herauszufinden, ob bei Tieren ebenfalls ein solches Gefühlserlebnis auftritt, ist allerdings nicht möglich. Daher wird der Verweis auf Gefühlserlebnisse in der Regel in den Definitionen von Schmerzempfinden bei Tieren ausgeschlossen.
Das Standardmaß von Schmerz bei einem Menschen ist dessen eigene Aussage, denn nur er kennt die Qualität und Intensität des Schmerzes und den Grad des Leidens. Tiere ohne Sprechvermögen können ihr Befinden nicht mitteilen. Ob sie sich bewusst und imstande sind zu leiden, war Gegenstand zahlreicher Erörterungen, nachdem bis in die 1980er Jahre Studenten gelehrt wurde, dass Tiere keinen Schmerz empfinden würden.
Es bestehen zwei entscheidende Komponenten zum Schmerz: die sensorische Komponente (Nozizeptor) und der aversive, negativ affektive Zustand. Der Nozizeptor ermöglicht das Erkennen von schädlichen Reizen und die anschließende reflexartige Reaktion, den ganzen Körper oder einen Teil davon von der Reizquelle wegzubewegen. Diese Eigenschaft kann bei allen großen Taxa beobachtet werden. Nozizeption kann mittels moderner bildgebender Verfahren beobachtet werden und es kann eine physiologische und verhaltensbezogene Reaktion auf Nozizeption nachgewiesen werden. Allerdings gibt es derzeit keine objektive Maßeinheit für Leiden.

## Geschichte
Die Idee, dass Tiere möglicherweise nicht wie Menschen Schmerzen oder Leid erleben können, geht mindestens bis ins Frankreich des 17. Jahrhunderts zurück. Der französische Philosoph René Descartes unterstellte Tieren damals ein mangelndes Bewusstsein.
Die Forscher waren sich noch in den 1980er Jahren unsicher darüber, ob Tiere Schmerz empfinden können. In den USA ausgebildeten Veterinären wurde vor 1989 noch beigebracht, dass Tiere keinen Schmerz empfinden können. Während seiner Diskussionen mit anderen Wissenschaftlern und Tierärzten wurde Bernard Rollin (Colorado State University) regelmäßig aufgefordert zu beweisen, dass Tiere ein Bewusstsein haben und „wissenschaftlich akzeptable“ Grundlagen für die Behauptung zu liefern, Tiere besäßen ein Schmerzempfinden. Einige Autoren sind der Ansicht, dass die Behauptung, Tiere empfänden Schmerz anders als Menschen, mittlerweile eine Mindermeinung darstelle. Akademische Reviews zum Thema sind eher fragwürdig und dennoch ist es wahrscheinlich, dass einige Tiere zumindest einfache bewusste Gedanken und Gefühle haben. Ein paar Autoren beschäftigen sich weiterhin mit der Frage, wie verlässlich die Befindlichkeit von Tieren bestimmt werden kann. Viele Effektive Altruisten sehen die Reduzierung von Tierleid als eine wichtige moralische Priorität.

## Anhaltspunkte für Schmerzempfinden
Die Fähigkeit der Schmerzempfindung bei Tieren kann nicht direkt bestimmt werden. Allerdings kann sie mittels physiologischer und verhaltensbezogener Reaktionen abgeleitet werden. Einige Anzeichen, die auf das Vorhandensein von Schmerzempfinden hinweisen können, sind folgende:
- Das Tier besitzt ein geeignetes Nervensystem und Sinnesrezeptoren.
- Physiologische Veränderungen aufgrund von schädlichen Reizen.
- Das Tier zeigt schützende motorische Reaktionen, z. B. verringerter Gebrauch von betroffenen Körperteilen wie etwa Hinken, Reiben, Halten oder Autotomie.
- Abwägungsverhalten (Trade-off) zwischen Reizvermeidung und anderen Bedürfnissen.
- Vermeidung aufgrund von Lernen (Instrumentelle und operante Konditionierung).
- Nach Schmerzerfahrungen gezeigte zuvor nicht vorhandene Angst und Fluchtverhalten.
- Bei Vögeln und Säugetieren Lautäußerungen wie Schreien. Es gibt auch Tiere, die nur zittern oder sich apathisch verhalten.
- Das Tier besitzt Opioidrezeptoren und zeigt nach der Verabreichung von Schmerzmitteln oder Lokalanästhetika verringerte Reaktionen auf schädliche Reize.

## Wirbeltiere

### Fische
Einige Forschungen gehen davon aus, dass wenigstens echte Knochenfische vergleichbares Schmerzempfinden haben wie Landwirbeltiere. Diese Studien sind aber umstritten, auch da sie allgemeinen Schwierigkeiten unterliegen, über Geisteszustände bei anderen Tieren und Schmerzempfinden wissenschaftliche Aussagen zu machen.
Neben der bereits gesetzlich zuerkannten Leidensfähigkeit von Fischen wird von der Rechtsprechung ebenso anerkannt, dass Fische diese Fähigkeit auch tatsächlich besitzen. Sie stützt sich dabei auf die seit mehr als zwei Jahrzehnten durchgeführten sinnesphysiologischen Untersuchungen von Fischen und die einhellige Meinung von Fachwissenschaftlern.

#### Verhalten
Experimente haben gezeigt, dass Froschfische gegrunzt haben, wenn sie elektrischen Reizen ausgesetzt waren. Mit der Zeit grunzten sie bei bloßem Sichtkontakt mit einer Elektrode.
2003 haben Wissenschaftler der University of Edinburgh nach weiteren Forschungen mit Regenbogenforellen geschlussfolgert, dass Fische oft Verhalten zeigen, das mit Schmerz in Verbindung gebracht wird. Ebenso setze das Gehirn der Fische Neurotransmitter in derselben Weise wie bei Menschen frei, wenn Schmerz empfunden wird. Die Forschung wurde jedoch kritisiert, die Reaktionen der Fische könnten auch andere Ursachen haben, vor allem unter dem Gesichtspunkt, dass ihre Gehirne anders funktionierten und sie womöglich nicht dasselbe Bewusstsein wie der Mensch besitzen.
Eine Studie aus Norwegen aus dem Jahr 2009 schlussfolgert, dass Goldfische Schmerz empfinden können und dass ihre Reaktionen denen von Menschen ähneln. Die Wissenschaftler führen aus, dass die Meinung vertreten wird, dass die Reaktionen von Fischen auf einen schmerzhaften Reiz lediglich eine reflexartige Handlung darstelle, jedoch kein Schmerzempfinden. Schwerpunkt der Forschung war es daher, herauszufinden, ob Fische auf Reize nur reflexartig oder doch auf raffiniertere Weise reagieren. Einer Gruppe von Fischen gab man daher Morphium, der anderen Kochsalzlösung. Anschließend wurden sie unangenehmen Temperaturen ausgesetzt, wobei die Fische mit Kochsalzlösung mit Verteidigungsverhalten reagierten, was als Angst und erhöhte Aufmerksamkeit gedeutet wird. Die Fische mit Morphium zeigten keine Reaktion. Die Wissenschaftler schlossen daraus, dass Fische auf schmerzhafte Reize sowohl mit reflexartigem, als auch mit bewusstem Schmerz reagierten.

#### Anatomie
Nozizeption ist die unbewusst auftretende Erkenntnis des Nervensystems, dass irgendwo im Körper Schmerz auftritt. Nozizeptoren sind sensorische Rezeptoren, die auf mögliche schädigende Reize reagieren. Sie senden dazu Signale über die Nerven an Rückenmark und Gehirn. 2003 wurde durch Lynne Sneddon von der University of Chester die Präsenz von Nozizeptoren in Gesicht und Maul von Forellen nachgewiesen.

## Wirbellose
Obwohl behauptet wurde, die meisten wirbellosen Tiere hätten kein Schmerzempfinden, gibt es einige Hinweise darauf, dass Wirbellose, vor allem Krebstiere (z. B. Krabben und Hummer) und Kopffüßer (z. B. Tintenfische), entsprechende verhaltensbiologische und physiologische Reaktionen aufweisen. Dies weist darauf hin, dass sie möglicherweise einer solchen Empfindung fähig sind. Nozizeptoren wurden in Fadenwürmern, Ringelwürmern und Weichtieren entdeckt. Die meisten Insekten besitzen keine Nozizeptoren; eine bekannte Ausnahme bildet die Fruchtfliege. Bei Wirbeltieren werden zur Schmerzlinderung endogene Opioide ausgeschüttet, die mit Opiatrezeptoren interagieren. Opioidpeptide und Opiatrezeptoren sind von Natur aus in Fadenwürmern, Weichtieren, Insekten und Krebstieren vorhanden. Das Vorkommen von Opioiden bei Krebstieren wurde dahingehend interpretiert, dass Hummer möglicherweise die Fähigkeit besitzen, Schmerz zu erleben, wenngleich behauptet wurde, dass momentan daraus noch keine Schlussfolgerung gezogen werden könne.
Eines der Argumente dafür, wirbellosen Tieren Schmerzempfinden abzusprechen, ist, dass deren Gehirne dafür zu klein seien. Allerdings entspricht die Größe des Gehirns nicht unbedingt der Komplexität. Zudem ist das Gehirn des Kopffüßers im Verhältnis Gehirnmasse zu Körpergewicht genauso groß wie das von Wirbeltieren, kleiner als das von Vögeln und Säugetieren, aber ebenso groß wie oder größer als das der meisten Fische.

### Krebstiere
Die Frage, ob Krebstiere Schmerz empfinden können oder nicht, ist noch nicht geklärt. Eine Veröffentlichung führt aus, dass die Opioide bei Hummern womöglich auf dieselbe Weise wie bei Wirbeltieren Schmerz unterdrücken. Morphiuminjektionen bei Krabben verringerten bei diesen die Reaktion auf Elektroschocks. Dieser Effekt ließ bei geringerer Injektionsmenge und größeren Zeitabständen zwischen Injektion und Reiz nach. Auch Hummer reagieren nach der Verabreichung von Schmerzmitteln abgeschwächt auf Reize.

## Medizin und Forschung

### Veterinärmedizin
In der Veterinärmedizin werden den Tieren bei tatsächlichem oder drohendem Schmerz dieselben Analgetika und Anästhetika verabreicht wie dem Menschen.

### Dolorimetrie
Dolorimetrie (dolor: lat. für Schmerz) bezeichnet eine Messmethode zur Schmerzreaktion bei Tieren und Menschen. In der Medizin wird sie gelegentlich zur Diagnose verwendet, in der Forschung regelmäßig zur Erforschung des Schmerzes und der Effizienz von Analgetika. Techniken zur Schmerzmessung bei nicht-menschlichen Tieren sind etwa der Randall-Selitto-Test, der Tail-Flick-Test und der hot plate test.

### Versuchstiere
Tiere werden aus vielerlei Gründen zu Tierversuchen in Laboratorien gehalten. Dabei werden den Tieren in einigen Fällen Schmerz, Leid oder Qualen zugefügt. In anderen Fällen (z. B. einige, die mit Zucht zusammenhängen) nicht. Die Frage nach dem Ausmaß und danach, welche Versuche Labortieren Schmerz bereiten, ist Gegenstand zahlreicher Debatten.
Marian Stamp Dawkins von der Universität von Oxford definiert Leid bei Labortieren als eine Erfahrung unter „einer breiten Palette an extrem unangenehmen subjektiven (mentalen) Zuständen.“
Das US-Landwirtschaftsministerium definiert „schmerzhafte Prozedur“ in einer Studie über Tiere als eine Prozedur, die „aller Voraussicht nach mehr als geringfügigen oder vorübergehenden Schmerz oder Leid bei einem Menschen, der dieser Prozedur unterzogen werden würde, auslösen würde.“ Ein paar Kritiker wenden ein, dass in der Zeit erhöhter Aufmerksamkeit gegenüber dem Tierschutz aufgewachsene Forscher dazu neigen, ein ähnliches Schmerzempfinden bei Tieren zu leugnen. Dies komme daher, weil sie nicht als diejenigen gelten wollen, die ihnen den Schaden zufügen.

#### Belastungstabellen
2011 gab es in elf Ländern Belastungstabellen, um Schmerz und Leid von Tieren in der Forschung zu klassifizieren: Australien, Kanada, Finnland, Deutschland, Irland, Niederlande, Neuseeland, Polen, Schweden, Schweiz, und Großbritannien. In den USA gibt es ebenfalls auf nationaler Ebene ein solches Klassifizierungssystem, das sich jedoch merklich von den anderen unterscheidet, da es angibt, ob schmerzlindernde Mittel benötigt wurden und/oder verabreicht wurden.
Die ersten Belastungstabellen wurden 1986 in Finnland und Großbritannien eingeführt. Der Grad an Schmerz wird in Kategorien zwischen drei (Schweden und Finnland) und 9 (Australien) bewertet. In Großbritannien werden Forschungsprojekte verbunden mit Tierleiden als mild („mild“), mäßig („moderate“) und erheblich („substantial“) eingestuft. Nicht klassifiziert („unclassified“) bildet eine vierte Kategorie und bedeutet, dass das Tier anästhesiert und getötet wurde, ohne das Bewusstsein wiedererlangt zu haben.
Das Charité-Krankenhaus in Berlin hält zur Kategorisierung ein ausführliches Merkblatt bereit. Darin wird Tierleid in vier Kategorien unterteilt: Keine Belastung, Geringe Belastung, Mäßige Belastung und Erhebliche Belastung.